# Pisces B
Song Ngư B (Psc B) là một thiên hà lùn trống. Vị trí nằm trong Khoảng trống địa phương, gần Song Ngư A; và nằm trong chòm sao Song Ngư. Nó cách Trái đất 30 triệu năm ánh sáng (9,2 megaparsec). Thiên hà được phát hiện bởi Đài thiên văn WIYN. Khoảng 100 triệu năm trước, thiên hà bắt đầu di chuyển ra khỏi Khoảng trống vũ trụ và đi vào vùng dây tóc cục bộ và môi trường khí dày đặc hơn. Điều này làm tăng gấp đôi tỷ lệ hình thành sao.